# J3 League 2023
Die J3 League 2023 war die zehnte Spielzeit der dritthöchsten Fußball-Spielklasse der japanischen J.League. Die Saison begann mit dem ersten Spieltag am 4. März 2023 und endete mit dem 38. Spieltag am 2. Dezember 2023. Meister wurde der FC Ehime, der diesen Titel zum ersten Mal gewann und nach zweijähriger Abstinenz in die zweithöchste japanische Fußballliga zurückkehrte.
Da die J3 League in der Spielzeit 2023 ihre angestrebte Zielgröße von 20 Mannschaften erreicht hatte, war erstmals ein Abstieg von der J3 League in die Japan Football League möglich. Da aber keiner der beiden erstplatzierten Vereine der Japan Football League 2023 eine J.League-Lizenz besaß und damit für einen Aufstieg in Frage kam, gab es im Gegenzug auch keinen Abstieg.

## Modus
Die 20 Mannschaften der J3 League spielen ihren Meister in einem Doppelrundenturnier im Kalenderjahr aus, wobei jedes Team in einem Hin- und Rückspiel gegeneinander antritt, sodass jede Mannschaft am Saisonende 38 Spiele absolviert hat. Die ersten beiden Mannschaften steigen direkt in die J2 League auf. Der Letztplatzierte steigt direkt in die Japan Football League ab, die vorletzte Mannschaft trägt ein Relegationsspiel gegen den Zweitplatzierten dieser Liga aus. Wenn eines oder beide erstplatzierte Teams der Japan Football League 2023 nicht aufstiegsberechtigt sind, verringert sich die Anzahl der absteigenden Teams entsprechend.
Ermittelt wird die Tabelle anhand der folgenden Kriterien:
1. Anzahl der erzielten Punkte
2. Tordifferenz
3. Erzielte Tore
4. Ergebnisse der Spiele untereinander
5. Fairplay-Wertung
6. Los

## Mannschaften
Im Vergleich zur Vorsaison hat sich die Anzahl der teilnehmenden Mannschaften von 18 auf 20 erhöht. Zum einen stiegen der Iwaki FC und Fujieda MYFC als die beiden bestplatzierten Mannschaften der J3 League 2022 auf. Umgekehrt stiegen Iwate Grulla Morioka und der FC Ryūkyū aus der J2 League 2022 ab. Zuletzt stiegen mit dem FC Osaka und Nara Club zwei Vereine aus der Japan Football League 2022 in die J3 League auf.
| Logo | Verein               | Beheimatet in        | Heimstadion                           | Kapazität |
| ---- | -------------------- | -------------------- | ------------------------------------- | --------- |
|      | Vanraure Hachinohe   | Hachinohe, Aomori    | Prifoods Stadium                      | 5.200     |
|      | Iwate Grulla Morioka | Morioka, Iwate       | Iwagin Stadium                        | 5.000     |
|      | Fukushima United FC  | Fukushima, Fukushima | Toho Stadium                          | 30.000    |
|      | SC Sagamihara        | Sagamihara, Kanagawa | Sagamihara Gion Stadium               | 15.300    |
|      | YSCC Yokohama        | Yokohama, Kanagawa   | NHK Spring Mitsuzawa Football Stadium | 15.454    |
|      | Kataller Toyama      | Toyama, Toyama       | Toyama Stadium                        | 28.494    |
|      | AC Nagano Parceiro   | Nagano, Nagano       | Nagano U Stadium                      | 15.491    |
|      | Matsumoto Yamaga     | Matsumoto, Nagano    | Sunpro-Alwin-Stadion                  | 20.000    |
|      | FC Gifu              | Gifu, Gifu           | Nagaragawa-Stadion                    | 31.000    |
|      | Azul Claro Numazu    | Numazu, Shizuoka     | Shizuoka Ashitaka Athletic Stadium    | 10.000    |
|      | FC Osaka             | Osaka, Osaka         | J-Green Sakai Main Field              | 30.000    |
|      | Nara Club            | Nara, Nara           | Konoike Athletic Stadium              | 30.600    |
|      | Gainare Tottori      | Tottori, Tottori     | Tottori Bank Bird Stadium             | 16.033    |
|      | Kamatamare Sanuki    | Takamatsu, Kagawa    | Pikara Stadium                        | 30.099    |
|      | FC Imabari           | Imabari, Ehime       | Arigato Service Yume Stadium          | 5.000     |
|      | Ehime FC             | Matsuyama, Ehime     | Ningineer Stadium                     | 20.000    |
|      | Giravanz Kitakyushu  | Kitakyūshū, Fukuoka  | Mikuni World Stadium Kitakyūshū       | 15.066    |
|      | Tegevajaro Miyazaki  | Miyazaki, Miyazaki   | Unilever Stadium Shintomi             | 5.354     |
|      | Kagoshima United FC  | Kagoshima, Kagoshima | Shiranami Stadium                     | 19.934    |
|      | FC Ryūkyū            | Okinawa, Okinawa     | Tapic Kenso Hiyagon Stadium           | 25.000    |

## Ausländische Spieler
| Mannschaft           | Spieler 1         | Spieler 2          | Spieler 3          | Spieler 4        | Spieler 5      | Spieler 6   | Ehemalige Spieler                                          |
| -------------------- | ----------------- | ------------------ | ------------------ | ---------------- | -------------- | ----------- | ---------------------------------------------------------- |
| Azul Claro Numazu    | Raul Sudati       | Shunkun Tani       | Igor Gabriel       | Mikhael Akatsuka |                |             |                                                            |
| Ehime FC             | Ben Edmund Duncan |                    |                    |                  |                |             |                                                            |
| Fukushima United FC  |                   |                    |                    |                  |                |             |                                                            |
| Gainare Tottori      | Mun In-ju         |                    |                    |                  |                |             |                                                            |
| FC Gifu              | Ōno Chol-hwan     |                    |                    |                  |                |             |                                                            |
| Giravanz Kitakyūshū  | Koh Seung-jin     | Mikel Agu          | Ikechukwu Eboko    |                  |                |             |                                                            |
| FC Imabari           | Marcus Índio      | Jon Ander Serantes | Park Soo-bin       | Ralf Seuntjens   | Filip Piszczek |             | Dudu                                                       |
| Iwate Grulla Morioka | Cristiano         | Douglas Oliveira   | Au Yeung Yiu Chung | Jang Hyun-soo    | Kenneth Otabor | Ri Yong-jik |                                                            |
| Kagoshima United FC  | Weslley           |                    |                    |                  |                |             |                                                            |
| Kamatamare Sanuki    |                   |                    |                    |                  |                |             |                                                            |
| Kataller Toyama      | Arthur Silva      | Gabriel Henrique   | Matheus Leiria     |                  |                |             |                                                            |
| Matsumoto Yamaga FC  | Lucas Rian        | Paulinho           | Víctor Ibáñez      |                  |                |             |                                                            |
| AC Nagano Parceiro   | Ryu Nugraha       | Kim Min-ho         |                    |                  |                |             |                                                            |
| Nara Club            | Arnau Riera       |                    |                    |                  |                |             |                                                            |
| FC Osaka             | Woo Sang-ho       |                    |                    |                  |                |             | Efrain Rintar João Victor Maykon Douglas Jean Marie Dongou |
| FC Ryūkyū            | Kelvin            | Jo Eun-soo         | Jeon Ji-wan        | Danny Carvajal   | Sadam Sulley   |             |                                                            |
| SC Sagamihara        | Eduardo Kunde     | Agenor             |                    |                  |                |             |                                                            |
| Tegevajaro Miyazaki  |                   |                    |                    |                  |                |             |                                                            |
| Vanraure Hachinohe   | Oriola Sunday     |                    |                    |                  |                |             |                                                            |
| YSCC Yokohama        | Promise Ugochukwu | Loris Tinelli      | Carlos Arroyo      |                  |                |             |                                                            |

## Trainer
| Verein               | Cheftrainer                                                        |
| -------------------- | ------------------------------------------------------------------ |
| Vanraure Hachinohe   | Nobuhiro Ishizaki                                                  |
| Iwate Grulla Morioka | Yoshika Matsubara → Tetsuji Nakamikawa                             |
| Fukushima United FC  | Toshihiro Hattori → Mitsumasa Yoda                                 |
| YSCC Yokohama        | Kei Hoshikawa → Kazuki Kuranuki                                    |
| SC Sagamihara        | Kazuyuki Toda                                                      |
| Matsumoto Yamaga FC  | Masahiro Shimoda                                                   |
| AC Nagano Parceiro   | Yūki Stalph → Riki Takagi                                          |
| Kataller Toyama      | Michiharu Otagiri                                                  |
| Azul Claro Numazu    | Masashi Nakayama                                                   |
| FC Gifu              | Yūsaku Ueno                                                        |
| FC Osaka             | Ryo Shigaki                                                        |
| Nara Club            | Julián Marín                                                       |
| Gainare Tottori      | Kim Jong-song → Kohei Masumoto                                     |
| Kamatamare Sanuki    | Atsushi Yoneyama                                                   |
| Ehime FC             | Kiyotaka Ishimaru                                                  |
| FC Imabari           | Riki Takagi → Naoto Kudo                                           |
| Giravanz Kitakyushu  | Kazuaki Tasaka → Shinji Kobayashi                                  |
| Tegevajaro Miyazaki  | Hiroshi Matsuda → Mitsuo Kato                                      |
| Kagoshima United FC  | Naoto Ōtake → Yasuaki Ōshima                                       |
| FC Ryūkyū            | Kazuki Kuranuki → Tetsuhiro Kina → Hiroyuki Shirai → Kim Jong-song |

## Spieler
| Verein               | Spieler |
| -------------------- | --- |
| Vanraure Hachinohe   | Mizuki Aiba (11/1), Daisuke Inazumi (36/3), Masanobu Komaki (4/0), Aoi Sato (35/4), Takuya Miyamoto (23/3), Yūya Himeno (31/3), Shōchi Niiyama (8/0), Kai Sasaki (34/4), Shōgo Ōnishi (11/0), Kōki Maezawa (38/7), Taichi Sakuma (2/0), Naoya Senoo (38/10), Shintarō Katō (28/2), Kōdai Minoda (31/1), Ryō Watanabe (8/0), Naoyuki Yamada (34/1), Yusuke Taniguchi (26/0), Kazuya Niwa (16/0), Shunsuke Ebata (8/0), Riku Yamauchi (30/1), Masashi Kokubun (32/2), Hayate Tsuta (1/0), Teppei Chikaishi (30/2), Yūki Aida (34/2), Oriola Sunday (14/3) |
| Iwate Grulla Morioka | Kenta Tanno (38/0), Tatsuya Tabira (3/0), Daisuke Fukagawa (7/0), Masakazu Tashiro (32/1), Kentarō Kai (37/3), Masashi Wada (35/11), Tsubasa Yuge (30/0), Douglas Oliveira (23/0), Cristiano (6/2), Sōta Kiri (20/2), Ryōma Ishida (29/1), Takuto Minami (19/0), Tōi Kagami (23/6), Lee Yong-jick (30/1), Tsuyoshi Miyaichi (35/4), Jang Hyun-soo (10/0), Miyu Sato (27/4), Ren Fujimura (38/2), Shunji Masuda (2/0), Kōki Mizuno (12/0), Mamoru Kamisasanuki (3/1), Koki Matsubara (33/2), Ryo Saito (10/0), Atsutaka Nakamura (18/1), Kaili Shimbo (37/1), Kōta Fukatsu (5/0), Daisuke Nasu (1/0), Otabor Kenneth (30/6), Daigo Nishi (9/0) |
| Fukushima United FC  | Makoto Kawanishi (4/0), Kazuki Dōhana (23/0), Hiroshi Omori (17/1), Kōsuke Tanaka (37/0), Hiroshi Yoshinaga (33/0), Ryūji Sawakami (17/2), Kōta Mori (32/3), Hiroto Yukie (27/7), Tomohiko Miyazaki (30/1), Hayate Mukai (4/0), Yūta Nobe (20/0), Seiji Tsutsumi (1/0), Naoto Miki (9/0), Kanta Jojo (14/0), Satoshi Ōsugi (1/0), Kaito Yamamoto (37/0), Shōki Nagano (36/3), Satoru Nozue (16/0), Naoki Suzu (37/0), Naoya Seita (5/0), Keita Shiba (8/0), Kento Awano (3/0), Ryo Shiohama (37/5), Hiroki Higuchi (27/5), Uheiji Uehata (35/4), Shun Ōbu (37/1), Shōta Kobayashi (28/2), Toru Shibata (23/2) |
| YSCC Yokohama        | Ryōsuke Sagawa (2/0), Minoru Hanafusa (31/0), Takuya Fujiwara (29/1), Kento Dodate (6/0), Diego Taba (13/0), Atsushi Kikutani (15/1), Yūtarō Yanagi (34/4), Yūsei Kayanuma (37/5), Ryōtarō Yamamoto (10/0), Jorn Pedersen (22/1), Ryohei Wakizaka (4/0), Haruki Oshima (31/3), Jun Kodama (37/0), Yūsuke Yoshii (1/0), Onye Ogochukwu (3/0), Junhei Sakamoto (2/0), Shō Fukuda (21/11), Daisuke Matsui (10/1), Hiroto Domoto (26/2), Rento Tahara (11/1), Shunta Nishiyama (1/0), Seiya Nikaido (29/0), Kaito Nakamura (1/0), Shūto Kojima (15/0), Kōki Matsumura (23/5), Sukai Numata (3/0), Rikuto Hashimoto (7/0), Shuntarō Koga (34/2), Daiki Satō (26/7), Yasuto Fujita (25/2), Loris Tinelli (17/1), Takahiro Nakazato (35/1), Carlos Arroyo (15/0)                                                         |
| SC Sagamihara        | Kōsuke Inose (1/0), Daisuke Kato (32/1), Yuto Minakuchi (23/2), Ryōji Yamashita (36/0), Kō Watahiki (35/3), Hayato Nukui (14/0), Justin Toshiki Kinjō (7/0), Riku Hashimoto (35/3), Takumu Fujinuma (25/5), Carlos Duke (19/1), Rio Yoshitake (31/2), Tsubasa Andō (35/10), Taira Maeda (14/1), Koki Kawashima (4/0), Keisuke Itō (3/0), Akira Matsuzawa (15/3), Shuhei Kunihiro (10/0), Ryu Wakabayashi (19/2), Akihiko Takeshige (7/0), Kazuaki Sasō (24/0), Kosei Makiyama (28/0), Riku Tanaka (11/0), Ibrahim Junior Kuribara (13/2), Takumi Nishiyama (28/1), Rikuto Sano (6/0), Sena Saito (12/0), Shunji Masuda (16/4), Takahiro Koga (6/0), Renta Higashi (4/0), John Higashi (20/0), Yūji Senuma (17/2), Kazuki Fukui (4/1), Yūzō Iwakami (16/0)                                                         |
| Matsumoto Yamaga FC  | Taiki Miyabe (13/0), Akira Andō (10/0), Kazuma Yamaguchi (12/1), Lucas Rian (2/0), Yōta Shimokawa (28/0), Kunitomo Suzuki (24/2), Kōhei Kiyama (15/0), Yūya Hashiuchi (20/0), Paulinho (18/2), Yūsuke Kikui (34/6), Tomohiko Murayama (23/0), Leon Nozawa (15/2), Ren Komatsu (36/19), Víctor (15/0), Yūta Taki (32/3), Itsuki Enomoto (22/1), Kaiga Murakoshi (31/6), Ryuji Kokubu (13/0), Shūsuke Yonehara (22/0), Taku Inafuku (5/0), Shō Sumida (29/0), Kōjirō Shinohara (4/0), Daiki Higuchi (4/0), Ryūhei Yamamoto (22/1), Sora Tanaka (4/0), Masato Tokida (38/0), Takato Nonomura (34/3), Reo Yasunaga (19/0), Sō Fujitani (33/1), Kazuma Watanabe (20/2) |
| AC Nagano Parceiro   | Sōki Yatagai (3/0), Takuya Akiyama (26/2), Yūma Funabashi (34/5), Hayato Ikegaya (36/0), Yasufumi Nishimura (34/3), Yūya Ōno (19/0), Takashi Kondō (29/4), Ryōji Fujimori (11/0), Reo Yamanaka (21/3), Kōhei Shin (20/4), Hinata Konishi (10/1), Naoki Sanda (37/9), Masaki Miyasaka (31/1), Yūki Morikawa (23/0), Yūta Satō (24/4), Shōma Otoizumi (32/1), Hayate Sugii (38/0), Kim Min-ho (25/0), Rei Kihara (4/0), Kento Takakubo (9/0), Teru Ando (20/2), Takumi Niwa (2/0), Taro Hamada (10/0), Kōki Harada (19/1), Hiroki Yamamoto (27/8), Maaya Sako (17/0), Kōhei Takahashi (21/2), Kōken Katō (16/1), Kazuya Sunamori (4/0) |
| Kataller Toyama      | Takahiro Shibasaki (1/0), Kōsei Wakimoto (14/0), Ryūya Ōhata (36/1), Kyosuke Kamiyama (16/0), Jun’ya Imase (32/1), Teppei Usui (12/0), Yōji Sasaki (23/4), Daichi Matsuoka (37/3), Yōhei Ōno (29/5), Matheus Leiria (22/6), Naoto Andō (11/1), Ryusei Shimodo (12/0), Hiroya Sueki (34/2), Hiroyuki Tsubokawa (22/2), Shōta Kawanishi (2/0), Daiki Yagishita (15/3), Musashi Ōyama (22/0), Tomoki Tagawa (35/0), Nobuyuki Shiina (25/2), Makoto Rindō (17/0), Daichi Ōmori (3/0), Shosaku Yasumitsu (34/0), Atsushi Nabeta (2/0), Tsubasa Yoshihira (29/7), Sōsuke Shibata (10/0), Arthur Silva (30/9), Takumi Ito (18/3), Yoshiki Takahashi (6/1), Shunta Takahashi (37/8), Shosei Usui (4/0), Toshiki Hirao (2/0), Tatsuhiko Noguchi (9/0)                                                                      |
| Azul Claro Numazu    | Tomoki Fujisaki (27/3), Tatsuya Anzai (38/2), Akira Ōsako (12/0), Kyōta Mochii (36/7), Kenshirō Suzuki (30/2), Igor Gabriel (6/0), Naoki Satō (31/1), Kazuki Someya (11/0), Yuya Tsukegi (32/3), Kōtarō Tokunaga (33/1), Yuma Ichikawa (1/0), Noah Kenshin Browne (37/13), Takuya Sugai (37/3), Kengo Kawamata (8/1), Yuma Mori (32/5), Terukazu Shinozaki (19/1), Takumi Tsukui (29/2), Shigeo Miyawaki (1/0), Hagumi Wada (32/3), Kōki Inoue (8/0), Taiga Sugimoto (2/0), Mikhael Akatsuka (15/0), Haruki Toyama (19/0), Hiromu Musha (30/0), Keigo Iwasaki (1/0), Aoi Ando (7/0), Kenta Watanabe (8/0), Takumi Hama (38/1) |
| FC Gifu              | Shū Mogi (28/0), Hayato Sugita (7/0), Tomoya Ugajin (34/1), Ryōma Kita (33/0), Tōma Murata (33/5), Ryō Kubota (37/9), Hirofumi Yamauchi (20/6), Yoshihiro Shōji (36/0), Kōsuke Fujioka (38/3), Yoshiatsu Oiji (37/2), Kensei Ukita (22/0), Kazune Kubota (9/0), Takumi Fujitani (21/1), Jun’ya Tanaka (24/3), Ayumu Matsumoto (26/0), Takuya Matsumoto (6/0), Kōdai Hagino (10/1), Akito Ueno (6/0), Yuki Wada (11/0), Ippei Hada (4/0), Tomoya Yokoyama (4/0), Ōno Chol-hwan (4/0), Akira Yamauchi (1/0), Gen’ichi Endō (15/2), Ryū Kawakami (37/0), Stevia Egbus Mikuni (11/0), Yōsuke Kashiwagi (24/0), Charles Nduka (36/7), Yūya Taguchi (29/3) |
| FC Osaka             | Tatsunari Nagai (38/0), Kazuya Mima (37/0), Ryūsei Saitō (26/1), Tomoki Taniguchi (25/2), Shūsuke Sakamoto (21/1), Shunsuke Tachino (34/3), Takahiro Kitsui (31/7), Keita Hidaka (11/1), Yūsuke Imamura (18/0), Efrain Rintaro (1/0), Rikuto Kubo (19/1), Tomoyuki Iwamoto (1/0), Naoki Tanaka (35/6), Kazuya Miyagi (1/0), Rui Tone (37/2), Ranjiro Machida (22/0), Kaito Utaka (9/0), Shosei Kozuki (3/0), Masaya Shibuya (10/0), Takaya Yoshinare (6/0), Talla Ndao (2/0), Takumi Sakai (4/0), Kento Nishiya (20/1), Takeru Itakura (33/0), Takumi Kiyomoto (2/0), Daigo Furukawa (34/9), Takumi Shimada (37/6), Woo Sang-ho (33/1), Jean Marie Dongou (4/0), João Victor (4/0), Erverson (1/0), Keita Matsuda (8/0), Kengo Kuroki (4/0), Hayata Komatsu (17/0), Takuma Hamasaki (5/0), Takuya Matsuura (13/0) |
| Nara Club            | Wataru Ise (27/1), Daisei Suzuki (38/0), Haruhi Terashima (14/0), Ryōta Kuwajima (25/1), Hayato Horiuchi (33/0), Masahiro Kaneko (13/0), Sotaro Yamamoto (37/4), Tetsuya Katō (35/0), Yūta Tsunami (25/0), Kensei Nakashima (30/1), Shinji Okada (22/0), Megumu Nishida (33/4), Masataka Kani (28/0), Shunsuke Mori (11/0), Tatsuma Sakai (35/9), Sō Kataoka (27/0), Manato Hyakuda (1/0), Kei Ikoma (13/1), Yūki Kotani (15/0), Ryōtarō Hiramatsu (1/1), Yuto Kokuryo (1/0), Hayato Asakawa (38/16), Ryuta Takahashi (1/0), Arnau (17/0), Kohei Teramura (26/1), Shōta Yomesaka (32/5), Rin Morita (9/0) |
| Gainare Tottori      | Kōshirō Itohara (29/0), Ryōya Iizumi (21/0), Kōsuke Masutani (33/1), Jun’ya Suzuki (37/0), Mun In-ju (34/1), Ryōsuke Tamura (28/7), Keita Tanaka (30/4), Ryūji Sawakami (16/0), Hiroto Sese (36/2), Yū Ōkubo (16/2), Ryusei Takao (12/0), Makoto Fukōin (36/3), Kosuke Chiku (6/0), Kōki Ishii (13/1), Atsuki Tojo (25/2), Yūta Togashi (29/8), Kentarō Shigematsu (34/7), Hideatsu Ozawa (34/4), Kaito Ioka (8/0), Hibiki Nagai (2/0), Kei Sakamoto (10/0), Sota Maruyama (13/0), Mio Tsuneyasu (5/0), Masaya Yūma (12/0), Takumi Baba (3/0), Ryota Koma (1/0), Taku Ushinohama (32/9), Ariajasuru Hasegawa (21/3), Yūsuke Yoshii (11/1) |
| Kamatamare Sanuki    | Yūsuke Imamura (25/0), Takumi Narasaka (33/0), Kei Munechika (24/1), Shunji Takemura (15/0), Takumi Komatsu (14/0), Hayato Hasegawa (29/0), Nao Eguchi (35/2), Yūto Mori (33/2), Naoki Takahashi (14/0), Ikki Kawasaki (37/1), Gentaro Yoshida (33/4), Takuya Takahashi (12/0), Takashi Kanai (16/0), Kazuki Iwamoto (10/1), Yudai Okuda (32/3), Takuma Gotō (21/1), Himan Morimoto (21/2), Kaima Akahoshi (34/3), Taiyō Shimokawa (22/1), Kanta Usui (25/0), Ryohei Torigai (6/0), Soshi Iwagishi (25/2), Soichiro Fukaminato (3/0), Eugene Fukui (7/0), Shōya Koyama (6/0), Taiyō Namazuta (5/0), Keisuke Tao (4/0), Tomoya Takeshita (13/0), Kaisei Matsubara (1/0), Niina Tominaga (8/4), Shōta Kawanishi (17/2)                                                                                              |
| Ehime FC             | Kenta Tokushige (8/0), Ryōta Moriwaki (26/0), Tatsuya Yamaguchi (32/0), Takanori Maeno (6/0), Takumi Sasaki (22/2), Yutaka Soneda (35/5), Kyōji Kutsuna (6/0), Ben Duncan (29/6), Riki Matsuda (34/13), Shumpei Fukahori (26/6), Shunsuke Tanimoto (31/2), Kei Ōshiro (22/0), Shūma Mihara (19/0), Shunsuke Motegi (37/4), Shunsuke Kikuchi (2/2), Asahi Yada (27/2), Yasuhiro Hiraoka (7/0), Ryō Satō (27/4), Taiga Ishiura (23/5), Yuta Fukazawa (21/2), Shōi Yoshinaga (8/0), Sora Ogawa (36/1), Takuto Kimura (18/0), Shūgo Tsuji (29/0), Reiya Morishita (30/1), Yūgo Masukake (5/0), Kazuki Sota (5/1), Yūto Hikida (18/1), Toki Yukutomo (7/1), Raihei Kurokawa (1/0) |
| FC Imabari           | Tomohito Shūgyō (2/0), Kōhei Tomita (25/0), Nagisa Sakurauchi (14/0), Ryōta Ichihara (32/1), Hayato Teruyama (37/3), Dudu (16/8), Takafumi Yamada (35/1), Wataru Noguchi (2/0), Takatora Kondō (36/4), Marcus Vinicius (35/8), Ralf Seuntjens (9/1), Taisei Takase (10/0), Kazaki Nakagawa (13/3), Seigō Takei (21/1), Tatsuya Shirai (10/0), Hikaru Arai (28/3), Park Su-bin (19/0), Kazuya Andō (22/3), Takurō Uehara (7/0), Yūma Matsumoto (19/0), Wakaba Shimoguchi (25/2), Keishi Kusumi (25/0), Hiroshi Futami (14/0), Haruki Matsui (1/0), Kanta Chiba (16/7), Serantes (22/0), Kōdai Dohi (18/0), Vinícius Araújo (13/0), Genta Itō (14/0), Yūta Mikado (38/3), Toyofumi Sakano (16/5) |
| Giravanz Kitakyushu  | Kenshin Yoshimaru (18/0), Shinnosuke Ito (1/0), Takeaki Hommura (26/1), Kōta Muramatsu (38/1), Yōsuke Kamigata (12/0), Taiga Maekawa (25/4), Shun Hirayama (21/2), Yūki Okada (31/6), Yūdai Nagano (28/0), Nobuki Iketaka (12/0), Haruki Izawa (12/0), Takumi Wakaya (14/1), Ryuki Hirahara (23/0), Rimpei Okano (30/0), Yūki Nakayama (32/2), Bunta Ino (7/0), Kōki Hasegawa (25/0), Daiki Gotō (5/0), Kaoru Yamawaki (12/0), Kakeru Sakamoto (31/0), Hiroki Maeda (10/0), Ryōsuke Tada (24/2), Yūya Tanaka (9/0), Takaya Inui (33/5), Koh Seung-jin (26/4), Eboko (5/0), Yūki Katō (8/0), Yusuke Oishi (10/0), Shoma Takayoshi (13/0), Eduardo Melo (5/0), Ryūsei Nose (35/4), Mikel Agu (11/0) |
| Tegevajaro Miyazaki  | Ikiru Aoyama (31/0), Kenji Dai (17/0), Taishi Nishioka (24/1), Ryōta Kitamura (20/0), Kenta Ōkuma (19/0), Kakeru Aoto (25/1), Sōta Higashide (25/0), Yūta Shimozawa (34/2), Keigo Hashimoto (20/1), Tomoya Kitamura (29/2), Ryoma Eguchi (32/0), Hirotaka Uchizono (10/0), Daisuke Ishizu (33/5), Masaki Ogawa (17/0), Ryōhei Yamazaki (34/4), Rikito Sugiura (1/0), Kanta Matsumoto (11/0), Rai Shimizu (4/0), Jumpei Tanaka (25/0), Kazuki Takahashi (23/0), Tsuyoshi Fujitake (4/0), Reo Kunimoto (1/0), Hikaru Manabe (24/0), Hiroki Okuda (9/0), Shintarō Ihara (15/0), Harumi Minamino (38/10), Kokoro Aoki (19/0), Kazuma Nagata (37/5), Shunsuke Ueda (15/0) |
| Kagoshima United FC  | Ryota Izumori (11/0), Weslley (1/0), Kenta Hirose (26/2), Atsuki Satsukawa (14/2), Eisuke Watanabe (20/2), Kazuki Chibu (9/0), Kōki Arita (17/1), Frank Romero (19/1), Junki Goryō (35/4), Kenta Matsuyama (21/0), Hiroya Nodake (26/2), Yūto Kide (1/0), Kōta Hoshi (27/0), Mikuto Fukuda (18/3), Shunsuke Yamamoto (21/2), Masayoshi Endo (21/1), Shōsei Okamoto (35/0), Noriaki Fujimoto (32/5), Jin Hanato (34/8), Takumi Yamaguchi (34/3), Issei Tone (25/1), Yūji Kimura (33/2), Issei Ōuchi (6/0), Shōta Suzuki (29/5), Shūto Nakahara (29/2), Rei Yonezawa (18/8), Shuntarō Kawabe (9/0), Seiya Take (34/3) |
| FC Ryukyu            | Dany Carvajal (17/0), Takayuki Fukumura (33/2), Yuri Mori (23/0), Yūsuke Muta (22/0), Kazuto Takezawa (26/1), Kōsei Okazawa (18/1), Haruto Shirai (28/3), Kōki Kiyotake (20/2), Ryūnosuke Noda (32/11), Yū Tomidokoro (26/1), Katsuya Nakano (34/7), Shō Iwamoto (13/0), Takuya Hitomi (9/1), Ryota Araki (10/0), Takuma Abe (28/4), Keisuke Tsumita (1/0), Shō Hiramatsu (29/2), Takayuki Takayasu (30/1), Rin Morita (13/0), Jeon Ji-wan (1/0), Makito Uehara (28/0), Shusei Yamauchi (10/0), Junto Taguchi (20/0), Cho Eun-su (5/0), Shiryū Fujiwara (6/0), Kelvin (27/2), Sadam Sulley (9/1), Shōgo Terasaka (7/0), Keiji Kagiyama (9/0), Mū Kanazaki (22/1), Yushin Koki (4/0), Takahiro Yanagi (32/3) |

## Abschlusstabelle
| Pl.                    | Verein                   | Sp. | S  | U  | N  | Tore    | Diff. | Punkte |
| ---------------------- | ------------------------ | --- | -- | -- | -- | ------- | ----- | ------ |
| 1.                     | Ehime FC                 | 38  | 21 | 10 | 7  | 059:480 | +11   | 73     |
| 2.                     | Kagoshima United FC      | 38  | 18 | 8  | 12 | 058:410 | +17   | 62     |
| 3.                     | Kataller Toyama          | 38  | 19 | 5  | 14 | 059:480 | +11   | 62     |
| 4.                     | FC Imabari               | 38  | 16 | 11 | 11 | 054:420 | +12   | 59     |
| 5.                     | Nara Club (N)            | 38  | 15 | 12 | 11 | 045:320 | +13   | 57     |
| 6.                     | Gainare Tottori          | 38  | 14 | 14 | 10 | 057:520 | +5    | 56     |
| 7.                     | Vanraure Hachinohe       | 38  | 15 | 11 | 12 | 049:470 | +2    | 56     |
| 8.                     | FC Gifu                  | 38  | 14 | 12 | 12 | 044:350 | +9    | 54     |
| 9.                     | Matsumoto Yamaga         | 38  | 15 | 9  | 14 | 051:470 | +4    | 54     |
| 10.                    | Iwate Grulla Morioka (A) | 38  | 15 | 9  | 14 | 048:490 | −1    | 54     |
| 11.                    | FC Osaka (N)             | 38  | 14 | 11 | 13 | 041:380 | +3    | 53     |
| 12.                    | YSCC Yokohama            | 38  | 14 | 10 | 14 | 048:500 | −2    | 52     |
| 13.                    | Azul Claro Numazu        | 38  | 15 | 6  | 17 | 048:480 | ±0    | 51     |
| 14.                    | AC Nagano Parceiro       | 38  | 13 | 11 | 14 | 052:600 | −8    | 50     |
| 15.                    | Fukushima United FC      | 38  | 12 | 11 | 15 | 037:420 | −5    | 47     |
| 16.                    | Kamatamare Sanuki        | 38  | 11 | 11 | 16 | 029:450 | −16   | 44     |
| 17.                    | FC Ryūkyū (A)            | 38  | 12 | 7  | 19 | 043:610 | −18   | 43     |
| 18.                    | SC Sagamihara            | 38  | 9  | 14 | 15 | 044:480 | −4    | 41     |
| 19.                    | Tegevajaro Miyazaki      | 38  | 9  | 12 | 17 | 031:520 | −21   | 39     |
| 20.                    | Giravanz Kitakyūshū      | 38  | 7  | 10 | 21 | 033:450 | −12   | 31     |
| Stand: Saisonende 2023 |                          |     |    |    |    |         |       |        |

| Zum Saisonende 2023:           |                                               |
| Aufstieg in die J2 League 2024 |                                               |
| Zum Saisonende 2022:           |                                               |
| (A)                            | Absteiger aus der J2 League 2022              |
| (N)                            | Aufsteiger aus der Japan Football League 2022 |

## Kreuztabelle
Die Kreuztabelle stellt die Ergebnisse aller Spiele der Saison dar. Die Heimmannschaft ist in der linken Spalte, die Gastmannschaft in der oberen Zeile aufgelistet.
|                      | VH                     | IG  | FU  | YS  | SS  | NP  | MY  |     |     | AC  | FO  | NC  | GT  | KS  | FI  |     | GK  | TM  | KU  | FR  |
| -------------------- | ---------------------- | --- | --- | --- | --- | --- | --- | --- | --- | --- | --- | --- | --- | --- | --- | --- | --- | --- | --- | --- |
| Vanraure Hachinohe   |                        | 2:3 | 0:3 | 1:1 | 0:0 | 4:0 | 1:2 | 1:0 | 1:0 | 2:3 | 0:0 | 1:1 | 1:0 | 2:2 | 0:1 | 1:2 | 1:1 | 0:0 | 2:1 | 2:2 |
| Iwate Grulla Morioka | 0:1                    |     | 1:3 | 1:0 | 1:1 | 1:4 | 1:0 | 1:2 | 2:1 | 1:1 | 0:3 | 1:1 | 1:1 | 1:0 | 2:1 | 2:2 | 0:1 | 1:0 | 0:2 | 2:2 |
| Fukushima United FC  | 1:3                    | 0:2 |     | 0:1 | 1:1 | 0:1 | 1:1 | 1:0 | 0:2 | 2:1 | 0:1 | 0:5 | 0:0 | 0:0 | 0:1 | 4:1 | 1:1 | 0:1 | 0:1 | 0:0 |
| YSCC Yokohama        | 2:3                    | 4:2 | 1:1 |     | 2:2 | 1:1 | 0:3 | 1:2 | 1:0 | 0:1 | 0:0 | 1:0 | 1:3 | 1:2 | 4:2 | 3:2 | 2:1 | 1:0 | 1:1 | 1:0 |
| SC Sagamihara        | 0:1                    | 0:0 | 2:1 | 2:1 |     | 0:1 | 0:2 | 1:1 | 1:1 | 0:0 | 5:0 | 3:2 | 2:3 | 1:0 | 0:0 | 1:2 | 2:1 | 1:1 | 0:3 | 0:0 |
| AC Nagano Parceiro   | 1:1                    | 0:3 | 2:3 | 1:0 | 1:0 |     | 2:1 | 3:1 | 1:5 | 3:0 | 0:2 | 0:3 | 2:2 | 4:0 | 0:4 | 1:1 | 2:2 | 2:2 | 1:2 | 1:2 |
| Matsumoto Yamaga     | 3:0                    | 1:4 | 1:2 | 0:2 | 5:3 | 1:0 |     | 0:1 | 0:0 | 3:4 | 1:0 | 0:1 | 0:0 | 2:0 | 1:1 | 1:1 | 1:0 | 1:1 | 2:4 | 2:1 |
| Kataller Toyama      | 2:1                    | 0:2 | 1:0 | 2:1 | 1:2 | 3:3 | 3:0 |     | 1:1 | 1:2 | 2:1 | 0:2 | 0:0 | 3:0 | 2:2 | 3:2 | 3:2 | 2:0 | 0:2 | 1:0 |
| FC Gifu              | 3:1                    | 0:0 | 0:1 | 1:2 | 2:1 | 1:1 | 1:1 | 1:0 |     | 2:1 | 0:1 | 1:3 | 3:1 | 1:0 | 2:2 | 0:0 | 0:1 | 0:0 | 1:0 | 3:1 |
| Azul Claro Numazu    | 0:1                    | 1:2 | 1:1 | 3:1 | 3:0 | 1:0 | 3:1 | 2:1 | 0:0 |     | 0:2 | 0:1 | 1:2 | 1:2 | 2:3 | 1.2 | 2:1 | 0:1 | 2:0 | 4:0 |
| FC Osaka             | 0:1                    | 0:3 | 1:0 | 2:2 | 1:0 | 1:0 | 3:1 | 0:1 | 1:1 | 0:1 |     | 0:1 | 1:1 | 0:0 | 3:1 | 1:2 | 0:0 | 1:1 | 2:3 | 3:0 |
| Nara Club            | 1:1                    | 1:0 | 1:1 | 2:2 | 2:1 | 2:0 | 0:2 | 1:2 | 1:0 | 0:2 | 0:1 |     | 1:2 | 0:0 | 1:1 | 0:3 | 0:1 | 3:0 | 0:0 | 0:1 |
| Gainare Tottori      | 3:3                    | 0:0 | 2:2 | 2:0 | 0:0 | 2:3 | 2:1 | 1:2 | 1:2 | 2:2 | 2:2 | 0:2 |     | 2:2 | 2:1 | 2:3 | 0:1 | 2:0 | 1:1 | 3:2 |
| Kamatamare Sanuki    | 0:3                    | 1:0 | 1:1 | 0:1 | 1:0 | 2:3 | 0:0 | 1:0 | 0:2 | 1:0 | 1:1 | 1:1 | 1:2 |     | 1:0 | 0:0 | 1:0 | 2:1 | 2:0 | 1:2 |
| FC Imabari           | 2:0                    | 0:1 | 1:0 | 0:2 | 1:3 | 2:0 | 0:2 | 3:2 | 1:2 | 1:1 | 3:1 | 1:1 | 3:0 | 2:0 |     | 0:0 | 1:0 | 3:0 | 2:1 | 2:2 |
| Ehime FC             | 1:2                    | 1:5 | 0:1 | 1:0 | 2:1 | 1:1 | 1:1 | 4:3 | 2:1 | 3:1 | 2:1 | 1:0 | 3:2 | 3:2 | 1:0 |     | 1:0 | 1:1 | 0:2 | 2:1 |
| Giravanz Kitakyūshū  | 2:0                    | 6:1 | 1:2 | 0:2 | 1:1 | 1:1 | 2:4 | 0:1 | 1:1 | 0:1 | 0:0 | 1:1 | 1:3 | 3:0 | 0:1 | 0:1 |     | 0:1 | 1:1 | 0:1 |
| Tegevajaro Miyazaki  | 3:4                    | 1:0 | 0:2 | 1:1 | 2:2 | 0:2 | 0:1 | 0:6 | 2:1 | 1:0 | 0:1 | 0:1 | 0:2 | 0:1 | 1:1 | 0:0 | 1:0 |     | 3:2 | 0:2 |
| Kagoshima United FC  | 0:1                    | 3:0 | 3:1 | 3:0 | 2:1 | 1:2 | 0:2 | 3:1 | 2:1 | 2:0 | 2:1 | 1:1 | 0:1 | 1:1 | 1:1 | 1:2 | 2:0 | 3:3 |     | 2:0 |
| FC Ryukyu            | 1:0                    | 2:1 | 0:1 | 2:2 | 0:4 | 2:2 | 2:1 | 1:3 | 0:1 | 3:0 | 1:3 | 0:2 | 2:3 | 1:0 | 1:3 | 2:3 | 2:0 | 0:3 | 2:0 |     |
|                      | Stand: Saisonende 2023 |     |     |     |     |     |     |     |     |     |     |     |     |     |     |     |     |     |     |     |

## Torschützenliste
Stand: Saisonende 2023
| Platz | Spieler             | Mannschaft                                             | Tore |
| ----- | ------------------- | ------------------------------------------------------ | ---- |
| 1.    | Ren Komatsu         | Matsumoto Yamaga FC                                    | 19   |
| 2.    | Hayato Asakawa      | Nara Club                                              | 16   |
| 3.    | Dudu                | FC Imabari (8 Tore) JEF United Ichihara Chiba (7 Tore) | 15   |
| 4.    | Noah Kenshin Browne | Azul Claro Numazu                                      | 13   |
| 4.    | Riki Matsuda        | Ehime FC                                               | 13   |
| 6.    | Shō Fukuda          | YSCC Yokohama                                          | 11   |
| 6.    | Masashi Wada        | Iwate Grulla Morioka                                   | 11   |
| 6.    | Ryūnosuke Noda      | FC Ryūkyū                                              | 11   |
| 9.    | Naoya Senoo         | Vanraure Hachinohe                                     | 10   |
| 9.    | Tsubasa Andō        | SC Sagamihara                                          | 10   |
| 9.    | Harumi Minamino     | Tegevajaro Miyazaki                                    | 10   |
| 12.   | Naoki Sanda         | AC Nagano Parceiro                                     | 9    |
| 12.   | Arthur Silva        | Kataller Toyama                                        | 9    |
| 12.   | Ryō Kubota          | FC Gifu                                                | 9    |
| 12.   | Daigo Furukawa      | FC Osaka                                               | 9    |
| 12.   | Tatsuma Sakai       | Nara Club                                              | 9    |
| 12.   | Taku Ushinohama     | Gainare Tottori                                        | 9    |
| 18.   | Hiroki Yamamoto     | AC Nagano Parceiro                                     | 8    |
| 18.   | Shunta Takahashi    | Kataller Toyama                                        | 8    |
| 18.   | Yūta Togashi        | Gainare Tottori                                        | 8    |
| 18.   | Marcus Vinicius     | FC Imabari                                             | 8    |
| 18.   | Jin Hanato          | Kagoshima United FC                                    | 8    |
| 18.   | Rei Yonezawa        | Kagoshima United FC                                    | 8    |
| 24.   | Kōki Maezawa        | Vanraure Hachinohe                                     | 7    |
| 24.   | Hiroto Yukie        | Fukushima United FC                                    | 7    |
| 24.   | Daiki Satō          | YSCC Yokohama                                          | 7    |
| 24.   | Tsubasa Yoshihira   | Kataller Toyama                                        | 7    |
| 24.   | Kyōta Mochii        | Azul Claro Numazu                                      | 7    |
| 24.   | Charles Nduka       | FC Gifu                                                | 7    |
| 24.   | Takahiro Kitsui     | FC Osaka                                               | 7    |
| 24.   | Ryōsuke Tamura      | Gainare Tottori                                        | 7    |
| 24.   | Kentarō Shigematsu  | Gainare Tottori                                        | 7    |
| 24.   | Kanta Chiba         | FC Imabari                                             | 7    |
| 24.   | Katsuya Nakano      | FC Ryūkyū                                              | 7    |

## Assists
Stand: Saisonende 2023
| Platz | Name                | Mannschaft           | Assists |
| ----- | ------------------- | -------------------- | ------- |
| 1.    | Yūsuke Kikui        | Matsumoto Yamaga FC  | 10      |
| 1.    | Shunsuke Motegi     | Ehime FC             | 10      |
| 1.    | Marcus Vinicius     | FC Imabari           | 10      |
| 4.    | Kaili Shimbo        | Iwate Grulla Morioka | 8       |
| 5.    | Kōtarō Tokunaga     | Azul Claro Numazu    | 7       |
| 5.    | Noah Kenshin Browne | Azul Claro Numazu    | 7       |
| 5.    | Nao Eguchi          | Kamatamare Sanuki    | 7       |
| 8.    | Yūsei Kayanuma      | YSCC Yokohama        | 6       |
| 8.    | Hiroto Domoto       | YSCC Yokohama        | 6       |
| 8.    | Daichi Matsuoka     | Kataller Toyama      | 6       |
| 8.    | Ryō Kubota          | FC Gifu              | 6       |
| 8.    | Hiroto Sese         | Gainare Tottori      | 6       |
| 8.    | Yūta Mikado         | FC Imabari           | 6       |
| 14.   | Daisuke Inazumi     | Vanraure Hachinohe   | 5       |
| 14.   | Yūya Himeno         | Vanraure Hachinohe   | 5       |
| 14.   | Ren Fujimura        | Iwate Grulla Morioka | 5       |
| 14.   | Hiroya Sueki        | Kataller Toyama      | 5       |
| 14.   | Riki Matsuda        | Ehime FC             | 5       |
| 14.   | Takatora Kondō      | FC Imabari           | 5       |
| 14.   | Eisuke Watanabe     | Kagoshima United FC  | 5       |
| 14.   | Junki Goryō         | Kagoshima United FC  | 5       |

## Weiße Weste (Clean Sheets)
Stand: Saisonende 2023
| Platz | Spieler            | Mannschaft           | Clean sheets |
| ----- | ------------------ | -------------------- | ------------ |
| 1.    | Tatsunari Nagai    | FC Osaka             | 16           |
| 2.    | Kenta Tanno        | Iwate Grulla Morioka | 12           |
| 3.    | Yusuke Taniguchi   | Vanraure Hachinohe   | 10           |
| 3.    | Jun Kodama         | YSCC Yokohama        | 10           |
| 3.    | Shinji Okada       | Nara Club            | 10           |
| 6.    | Kaito Yamamoto     | Fukushima United FC  | 9            |
| 6.    | Tomoki Tagawa      | Kataller Toyama      | 9            |
| 6.    | Hiromu Musha       | Azul Claro Numazu    | 9            |
| 6.    | Shū Mogi           | FC Gifu              | 9            |
| 6.    | Shūgo Tsuji        | Ehime FC             | 9            |
| 11.   | Yūsuke Imamura     | Kamatamare Sanuki    | 8            |
| 12.   | John Higashi       | SC Sagamihara        | 7            |
| 12.   | Tomohiko Murayama  | Matsumoto Yamaga FC  | 7            |
| 12.   | Víctor Ibáñez      | Matsumoto Yamaga FC  | 7            |
| 12.   | Genta Ito          | FC Imabari           | 7            |
| 16.   | Kōshirō Itohara    | Gainare Tottori      | 6            |
| 16.   | Jon Ander Serantes | FC Imabari           | 6            |
| 16.   | Kenta Matsuyama    | Kagoshima United FC  | 6            |
| 19.   | Arnau Riera        | Nara Club            | 5            |
| 19.   | Takuya Takahashi   | Kamatamare Sanuki    | 5            |
| 19.   | Kokoro Aoki        | Tegevajaro Miyazaki  | 5            |
| 19.   | Ryota Izumori      | Kagoshima United FC  | 5            |
| 19.   | Danny Carvajal     | FC Ryūkyū            | 5            |
| 24.   | Taro Hamada        | AC Nagano Parceiro   | 4            |
| 24.   | Yūya Tanaka        | Giravanz Kitakyūshū  | 4            |
| 24.   | Junto Taguchi      | FC Ryūkyū            | 4            |
| 27.   | Shōgo Ōnishi       | Vanraure Hachinohe   | 3            |
| 27.   | Kenshin Yoshimaru  | Giravanz Kitakyūshū  | 3            |
| 27.   | Shunsuke Ueda      | Tegevajaro Miyazaki  | 3            |
| 30.   | Akihiko Takeshige  | SC Sagamihara        | 2            |
| 30.   | Kim Min-ho         | AC Nagano Parceiro   | 2            |
| 30.   | Kaito Ioka         | Gainare Tottori      | 2            |
| 30.   | Rai Shimizu        | Tegevajaro Miyazaki  | 2            |
| 34.   | Sōki Yatagai       | AC Nagano Parceiro   | 1            |
| 34.   | Toshiki Hirao      | Kataller Toyama      | 1            |
| 34.   | Kenta Watanabe     | Azul Claro Numazu    | 1            |
| 34.   | Takuya Matsumoto   | FC Gifu              | 1            |
| 34.   | Ōno Chol-hwan      | FC Gifu              | 1            |
| 34.   | Ryota Koma         | Gainare Tottori      | 1            |
| 34.   | Kenta Tokushige    | Ehime FC             | 1            |
| 34.   | Yūki Katō          | Giravanz Kitakyūshū  | 1            |
| 34.   | Jeon Ji-wan        | FC Ryūkyū            | 1            |

## Zuschauerzahlen
Stand: Saisonende 2023
| Platz | Mannschaft           | Gesamt- zuschauerzahl | Höchste Zuschauerzahl | Niedrigste Zuschauerzahl | Durchschnittliche Zuschauerzahl |
| ----- | -------------------- | --------------------- | --------------------- | ------------------------ | ------------------------------- |
| 1.    | Matsumoto Yamaga FC  | 155.441               | 12.457                | 5.169                    | 8.181                           |
| 2.    | Kagoshima United FC  | 112.184               | 11.978                | 3.709                    | 5.904                           |
| 3.    | FC Gifu              | 89.934                | 7.019                 | 3.099                    | 4.733                           |
| 4.    | Giravanz Kitakyūshū  | 73.288                | 8.042                 | 2.598                    | 3.857                           |
| 5.    | FC Imabari           | 70.510                | 5.424                 | 2.485                    | 3.711                           |
| 6.    | Ehime FC             | 69.811                | 11.128                | 1.593                    | 3.674                           |
| 7.    | AC Nagano Parceiro   | 67.025                | 12.458                | 2.245                    | 3.528                           |
| 8.    | Kataller Toyama      | 65.443                | 6.453                 | 1.619                    | 3.444                           |
| 9.    | FC Osaka             | 51.447                | 4.555                 | 1.435                    | 2.708                           |
| 10.   | FC Ryūkyū            | 48.144                | 4.396                 | 1.323                    | 2.534                           |
| 11.   | SC Sagamihara        | 43.847                | 4.589                 | 992                      | 2.308                           |
| 12.   | Gainare Tottori      | 43.325                | 5.411                 | 1.190                    | 2.280                           |
| 13.   | Kamatamare Sanuki    | 39.187                | 5.577                 | 1.284                    | 2.062                           |
| 14.   | Azul Claro Numazu    | 37.252                | 3.657                 | 650                      | 1.961                           |
| 15.   | Vanraure Hachinohe   | 35.916                | 3.613                 | 823                      | 1.890                           |
| 16.   | Nara Club            | 33.830                | 4.808                 | 821                      | 1.781                           |
| 17.   | Tegevajaro Miyazaki  | 29.493                | 2.932                 | 1.001                    | 1.552                           |
| 18.   | YSCC Yokohama        | 27.920                | 3.453                 | 815                      | 1.469                           |
| 19.   | Iwate Grulla Morioka | 23.820                | 1.843                 | 801                      | 1.254                           |
| 20.   | Fukushima United FC  | 23.349                | 1.865                 | 668                      | 1.229                           |
|       | Gesamt               | 1.141.166             | 12.458                | 650                      | 3.003                           |